# Bochtenbeck
Der Bochtenbeck ist ein 1,4 km langer, orografisch rechter Nebenfluss der Ruhr im nordrhein-westfälischen Niedersfeld, einem Ortsteil von Winterberg, Deutschland.

## Geographie
Der Bach entspringt an der südwestlichen Flanke des Berges Auf dem Sternrodt in einer Höhe von 753 m ü. NHN. Die Quelle liegt etwa 1,4 km nordnordöstlich von Niedersfeld. Zunächst in südwestliche Richtungen fließend wendet sich der Lauf nach etwa der Hälfte der Flussstrecke mehr westlichen Richtungen zu. Direkt nach der Unterquerung der Bundesstraße 480 mündet der Bochtenbeck auf 505 m ü. NHN in die Ruhr. Bei einem Höhenunterschied von 248 m beträgt das mittlere Sohlgefälle 177 ‰.
Das oberflächliche Einzugsgebiet ist etwa 53,4 ha groß und erstreckt sich nur rund 200 m beidseitig des Bachlaufes. Es wird über Ruhr und Rhein zur Nordsee entwässert.